# Утконосівка
Утконо́сівка (до 1947 року — Ердек-Бурну, тур. Ördek Burnu, рум. Erdec-Burnu) — село Саф'янівської сільської громади в Ізмаїльському районі Одеської області України. Населення становить 4316 осіб. Утконосівка розташована на березі придунайського озера Катлабуг.

## Історія
Поблизу села були знайдені залишки поселень мідної доби (гумельницької культури, IV тисячоліття до н. е.), пізньої бронзової доби (II тисячоліття до н. е.), перших століть н. е., салтівської культури (VIII—X століть) і періоду Київської Русі (IX—X століть).
До середини 18 століття, коли тут було засноване перше поселення, ці землі населяли переважно ногайці.
Село на берегах великого озера Катлабух, заснували у 1752 році молдавські (румунські) поселенці. Село розташували на мисі, який обрисами нагадував дзьоб качки, от село і отримало турецьку назву Ердек Бурну — Качиний Дзьоб.
У 1830 тут оселилися болгарські колоністи.
У 1918–1940 роках входило до складу Румунського королівства.
У 30-х роках минулого століття село перейменували у Георге Дука на честь румунського державного діяча.
За 2 км від села у 1941 році прокладена залізнична лінія Арциз — Ізмаїл, на якій відкрита станція Ташбунар.
До 1947 року село мало назву Ердек-Бурну (тур. ördek burnu, дослівно — «ніс качки», за змістом — «дзьоб качки»).
З 24 серпня 1991 року у складі Незалежної України.
12 червня 2020 року, відповідно до Розпорядження Кабінету Міністрів України від № 724-р «Про визначення адміністративних центрів та затвердження територій територіальних громад Одеської області», увійшло до складу Саф'янівської сільської територіальної громади.
19 липня 2020 року, в результаті адміністративно-територіальної реформи і ліквідації Ізмаїльського (1940  – 2020) району, село увійшло до складу новоутвореного Ізмаїльського району.

## Населення
Згідно з переписом 1989 року населення села становило 4254 особи, з яких 2032 чоловіки та 2222 жінки.
За переписом населення 2001 року в селі мешкало 4300 осіб.

### Мова
Розподіл населення за рідною мовою за даними перепису 2001 року:
| Мова       | Відсоток |
| ---------- | -------- |
| румунська  | 90,85 %  |
| російська  | 3,29 %   |
| українська | 3,04 %   |
| болгарська | 2,02 %   |
| гагаузька  | 0,25 %   |
| циганська  | 0,16 %   |
| білоруська | 0,02 %   |

## Господарство
Село Утконосівка Ізмаїльського району Одеської області вважається томатною столицею краю. Прісна вода, а також клімат зі спекотним літом і м'якою зимою сприяли розвитку овочівництва. Із середини 1980-х років тут почали з'являтися перші плівкові теплиці на дерев'яних каркасах. Активно вирощуються томати, перці, ранню капусту, виноград. Щорічно Утконосівка вирощує близько 10 тисяч тон овочів.

## Галерея

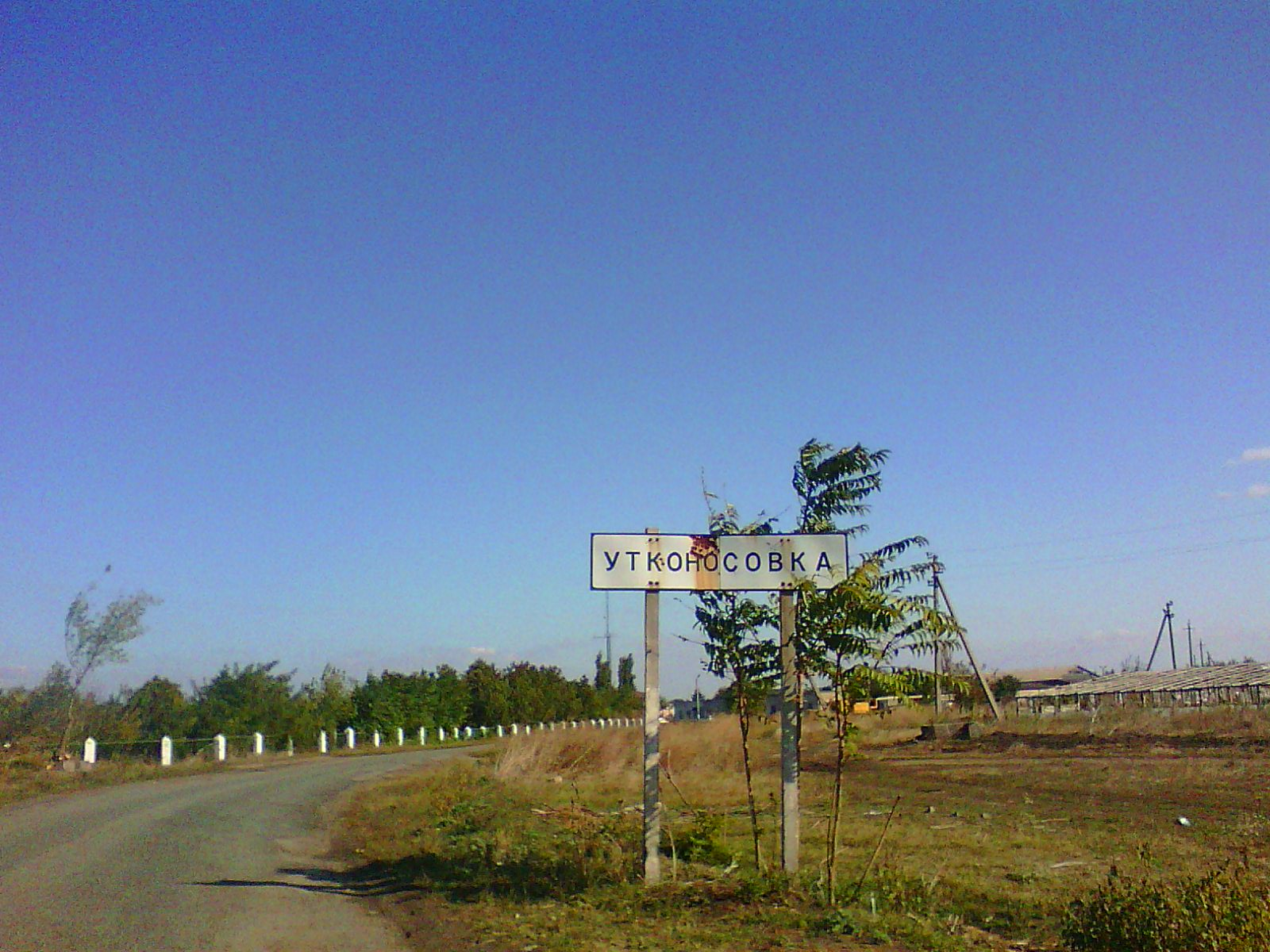
В'їзд до села Утконосівка
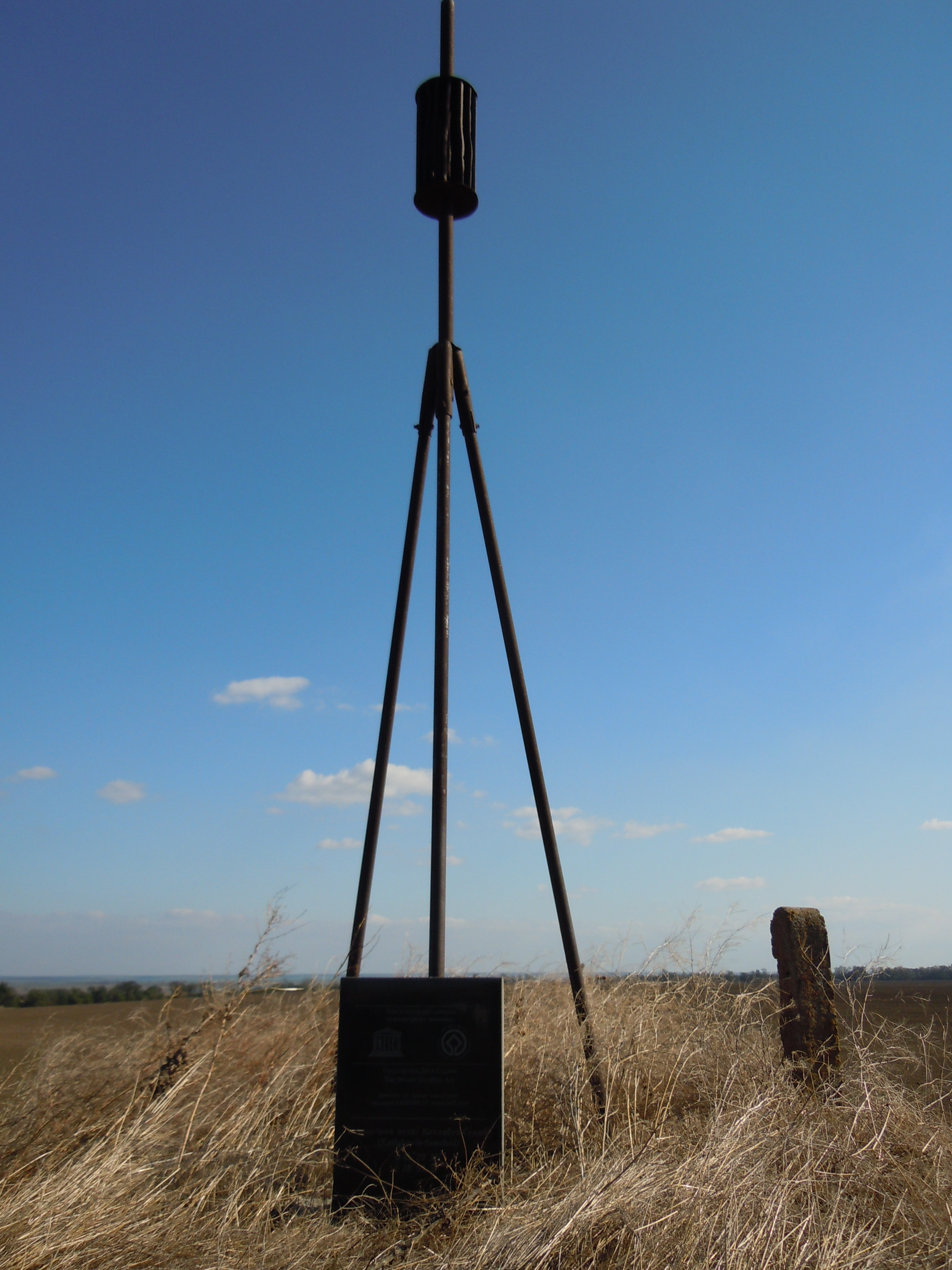
Знак Дуги Струве біля села
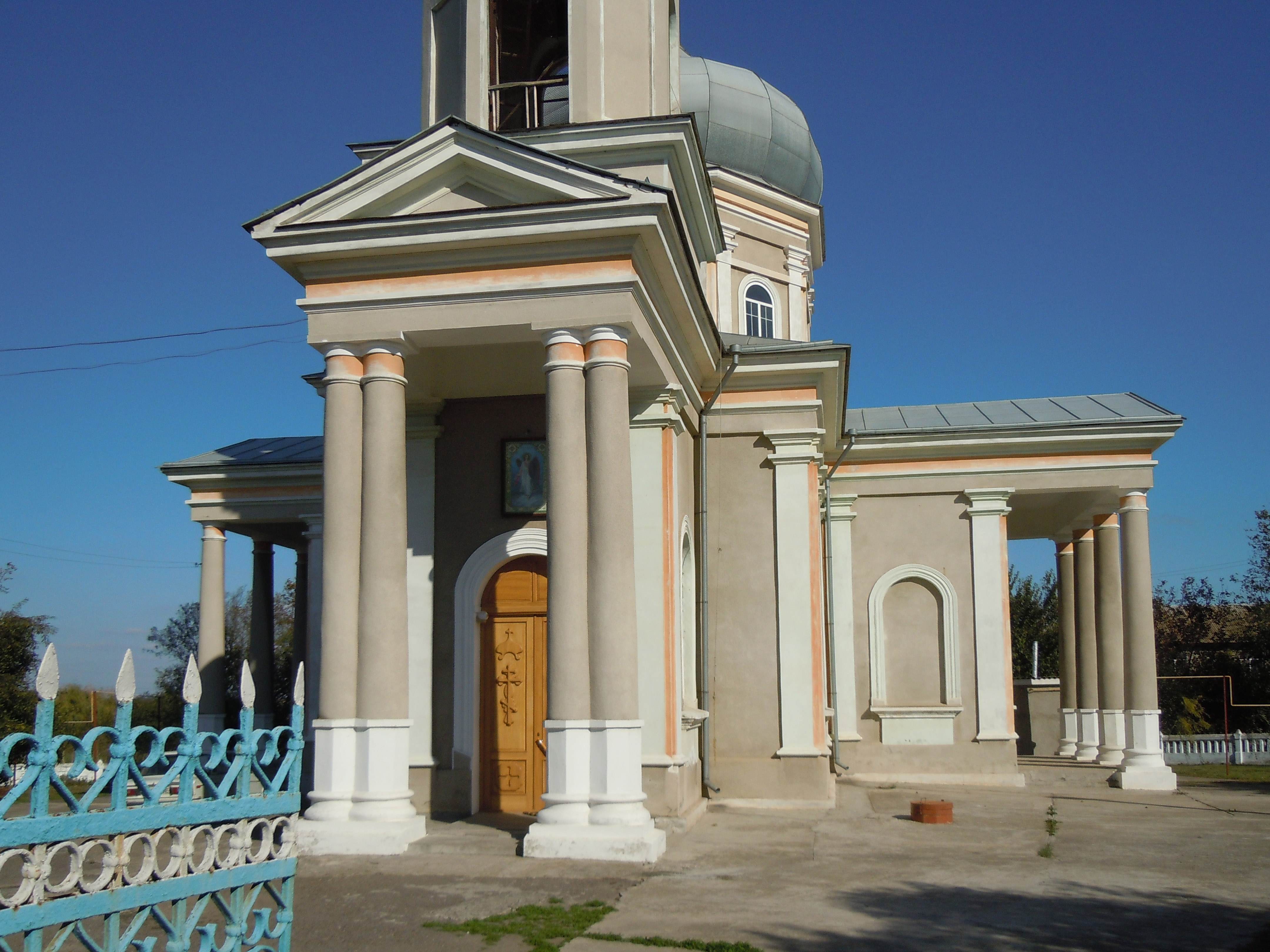
Портал православної церкви Святого Михаїла
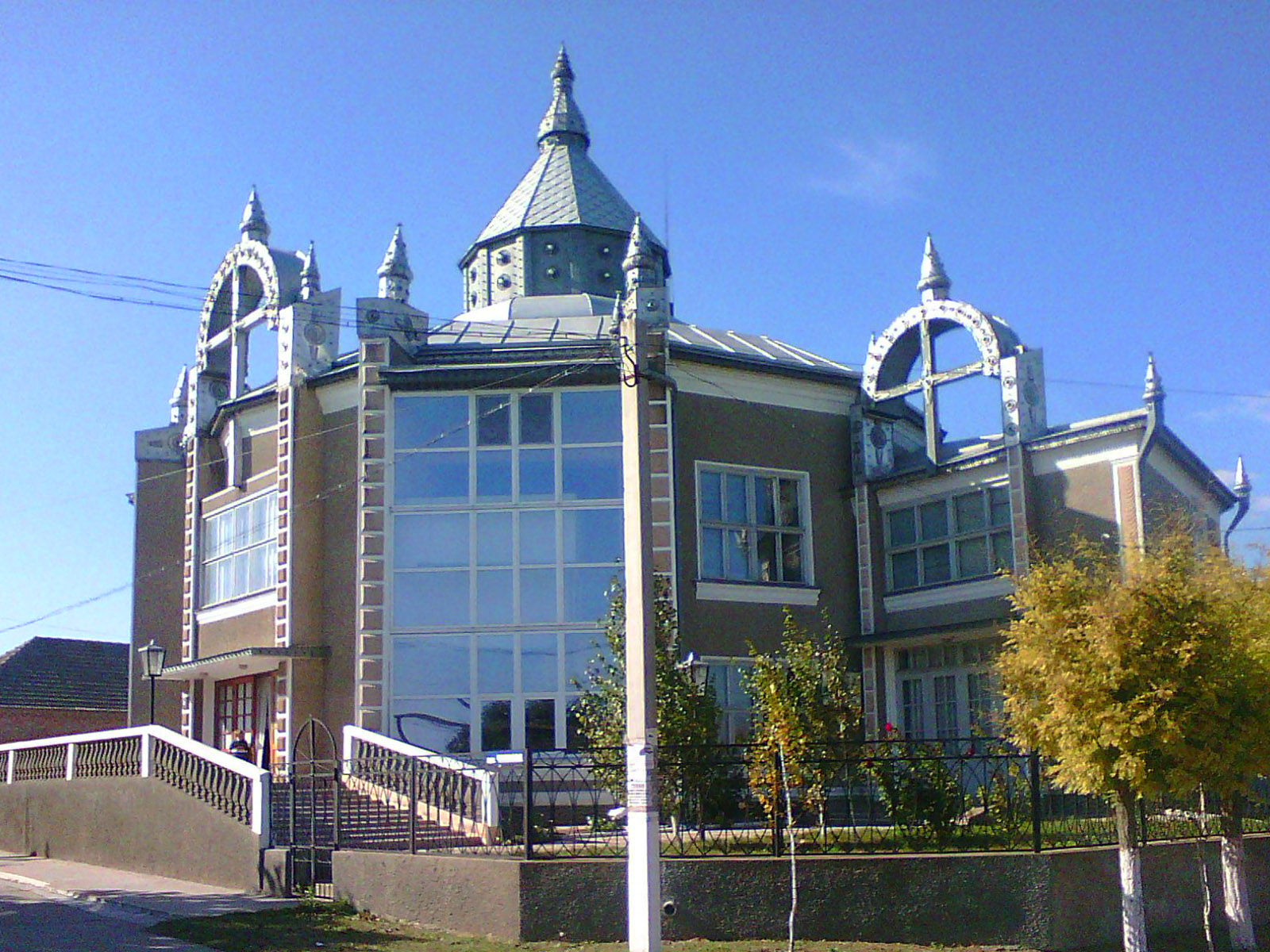
Будівля Протестантської церкви

## Постаті
- Савастру Дмитро Георгійович (1983—2022) — старший лейтенант збройних сил України, учасник російсько-української війни.